# Abbaye de Vadstena
L'abbaye de Vadstena (latin : Monasterium sanctarum Mariae Virgìnis et Brigidæ in Vatzstena), ou aujourd'hui abbaye Pax Mariae, est une abbaye située en Suède au bord du lac Vättern, à Vadstena dans le comté de Östergötland (Ostrogothie). Fondée en 1346 par Brigitte de Suède, elle reçoit à nouveau des Brigittines depuis 1963, et elle dépend du diocèse de Linköping.

## Histoire
Active de 1346 à 1595, l’abbaye a été fondée avec l’aide du roi Magnus IV et de son épouse Blanche par sainte Brigitte qui l’institua directement en monastère double. Après sa mort, sa fille Catherine prit la tête de la communauté, et l’une de ses petites-filles, Ingegerd Knutsdotter (en), en devint Abbesse en 1388.
La canonisation de Brigitte en 1391 et la translation de sa dépouille à l'église abbatiale en 1394 ajoutèrent beaucoup à la renommée et à la richesse du lieu jusqu’à en devenir un centre spirituel national. L'abbaye va même avoir une notoriété internationale en tant que maison-mère de tous les monastères de l'Ordre qui s’implantèrent en Europe du Nord et de l’Est. Les moines étaient conduits par un confesseur général et les religieuses par une prieure, tandis que l'abbaye dans son ensemble était dirigée par une Abbesse, qui était élue par l’ensemble.
À partir de 1401, un hospice et une maison de retraite furent ajoutés. L’abbaye a également servi de lieu de sépulture à de nombreuses familles nobles de la Suède. Par exemple, quand Magnus Vasa, duc d'Östergötland, mourut en 1595, il fut enterré dans l'église abbatiale. Son sarcophage est encore visible aujourd'hui. Cependant, le duc protestant Charles, plus tard Charles IX de Suède, prit le pouvoir et ordonna la dissolution de l'abbaye de Vadstena.
L'abbaye semble également avoir joué un rôle clé dans l'établissement de la légende d'Henri d'Uppsala en Suède au début du XVe siècle.

## Époque récente
Après avoir servi à différentes fonctions, notamment comme centre spécialisé en maladies vénériennes, hôpital public, asile et prison, l’abbaye va retrouver en partie sa fonction initiale en 1935 sous la houlette de la bienheureuse Élisabeth Hesselblad en y rétablissant un couvent. En 1963, une nouvelle communauté de moniales s’y installa durablement sous l’Ordre initialement fondé par Brigitte. 
L’abbaye actuelle, située près de l'ancienne, a été nommée la Paix de Marie (en anglais Mary's Peace, et en latin Pax Mariae). Elle s’inspire du Refuge de Marie (nl) aux Pays-Bas, l'une des quelques abbayes de la branche d'origine de l'Ordre qui subsiste encore. En 1991, elle a été élevée au statut d'abbaye autonome. Elle peut loger des visiteurs pour des retraites spirituelles.
La salle capitulaire et le dortoir allaient être convertis à d'autres usages quand, en 1956, il fut découvert qu'ils contenaient les vestiges d'un palais royal du XIIIe siècle. Une restauration complète a été entreprise, et en 2003, ils sont devenus le musée du monastère. Deux autres bâtiments ont été convertis en hôtel et en restaurant.
L'église abbatiale, connue également sous le nom d’église bleue, est un lieu de dévotion principalement visité par les pèlerins luthériens et catholiques romains. Elle contient la tombe de sainte Brigitte, des reliques de sainte Ingrid de Skänninge, ainsi que des sculptures médiévales notamment de sainte Anne, de la Vierge Marie et de Brigitte.

### Liens connexes
- Brigitte de Suède